# Überfall auf Fort Yellowstone
Überfall auf Fort Yellowstone (Originaltitel: El hombre de la diligencia) ist ein früher Italowestern in spanisch-italienischer Koproduktion, der in Deutschland ab dem 12. Mai 1964 in den Kinos aufgeführt wurde.

## Inhalt
Wegen eines Überfalls von Apachen suchen die Passagiere Schutz in einer Postkutschenstation. Der unter ihnen befindliche Driscoll hat einen offiziellen und einen geheimgehaltenen Grund zur Mitreise. In der Station trifft er auf Major Loman, der vor Jahren von Driscoll zu einer Gefängnisstrafe verurteilt wurde, um seine Claims selbst zu übernehmen. Die Apachen setzen derweil die Angriffe auf die Station fort. Durch die gesteigerte Nervosität und Aggressivität befördert, stellt sich heraus, dass Driscoll auch für den Tod des Ehemannes der Passagierin Ruth verantwortlich ist. Alle arbeiten nochmals zusammen, um den Angriff auf die Station abzuwehren. Als das gelungen ist, wenden sich die Kontrahenten einander zu und suchen die Entscheidung.

## Kritik
„Durchschnittswestern aus der Frühzeit des Genres“

„Durchschnittswestern mit viel Schmalz und zahlreichen genregemäß drapierten Toten.“

„Eine Wildwest-Renaissance ist ausgebrochen. Auch hier ist nach dem bewährten Gemisch aus Indianergeheul, stoppelbärtigen Banditen, Postkutsche und Siedlern ein bleihaltiger Streifen gelungen, der an Tempo und Spannung nichts zu wünschen übrig läßt. (Oase)“